# Stockton Heat
Die Stockton Heat waren ein US-amerikanisches Eishockeyfranchise aus Stockton, Kalifornien. Das Team spielte seit von 2015 bis 2022 in der American Hockey League (AHL) und fungierte als Farmteam der Calgary Flames.

## Geschichte
Im Januar 2015 gab die American Hockey League eine umfangreiche Umstrukturierung zur Saison 2015/16 bekannt, in deren Rahmen eine neue Pacific Division gegründet wurde und fünf Teams nach Kalifornien übersiedelten. Eines dieser fünf Teams waren die Adirondack Flames, die zuvor erst eine Saison unter diesem Namen absolviert hatten. Die Calgary Flames, der NHL-Kooperationspartner der Mannschaft, gaben bekannt, dass das Team nach Stockton ziehen werde; zudem sollte das Team mit dem bestehenden ECHL-Team Stockton Thunder die Standorte tauschen, sodass die Adirondack Thunder seit Beginn der Saison 2015/16 in der ECHL spielen. Bei der Namenswahl für das neue AHL-Team verließ man sich auf Vorschläge der Fans, bei der die Namen Blaze, Inferno, Heat, Flames und Scorch zur finalen Auswahl standen. Im März 2015 wurde verkündet, dass die Mannschaft unter dem Namen Stockton Heat firmieren wird. Ryan Huska, der zuvor bereits für die Adirondack Flames hinter der Bande stand, wurde zum ersten Cheftrainer der Heat ernannt. Die Adirondack Thunder, mit denen das Team die Plätze tauschte, fungierte als ECHL-Kooperationsteam.
Nach sieben Jahren wurden die Heat nach Calgary und somit wesentlich näher an den NHL-Partner verlegt. Dort fungiert es seither als Calgary Wranglers.